# Татјана Јечменица (стонотенисерка)
Татјана Јечменица (Бања Лука, ФНРЈ, 14. април 1949) некадашња је интернационална играчица и тренер стоног тениса из Србије и Словеније.

## Спортска каријера
Са непуних 16 година, Татјана Јечменица се такмичила на Светском првенству у стоном тенису, "Корбилон Куп", одржаног u Љубљани 1965. године. У појединачном такмичењу стигла је до треће рунде, док је у игри мешовитих парова са Иштваном Корпом стигла до четврте рунде. У тимском такмичењу освојила је осмо место за југословенски национални тим.
Године 1966. у Сомбатхељу, Мађарска, Татјана Јечменица је играла на Европском јуниорском првенству где је у игри парова заједно са Мирјаном Реслер освојила прво место. У појединачном такмичењу освојила је треће место.
На X Међународном турниру у стоном тенису, 1966. године одржаном у граду Русе, Бугарска, Јечменица је освојила, заједно са Цирилом Пирц, прво место у дисциплини женски парови. Исте године на Балканском Шампионату граду Брашов, Румунија, заједно са Цирилом Пирц освојила је друго место за национални тим Југославије.
Године 1966 и 1967 као члан СТК Нови Сад заједно са Радмилом Стојшић и Соњом Скакун играла је у Купу европских шампиона. Оба пута пласирале су се у четвртфинала.
Татјана је освојила четири шампионске титуле на државним првенствима Југославије. Године 1965 у мешовитим паровима са Иштваном Корпом и 1966, 1967 и 1968 у женским паровима са Радмилом Стојшић. Као јуниорка два пута освајала је титулу шампиона Југославије и то 1965 и 1966.
Татјана Јечменица је играла 53 пута за националну селекцију Југославије. Године 1965. примила је признање као најуспешнији млади спортиста града Новог Сада. Такмичарску спортску каријеру је завршила са 18 година. Касније је наставила да доприноси стонотениском спорту кроз волонтерски рад у спортској асоцијацији. Такође је волонтерски радила као стонотениски тренер у Бергквара, Шведска и Марибору, Словенија.

## Породица
Татјана има две ћерке. Млађа, Данијела Кандилари (енгл. Daniela Candillari) је диригент и композитор класичне музике. Живи и ради у Њујорку.